# Efferia nigritarsis
Efferia nigritarsis är en tvåvingeart som först beskrevs av James Stewart Hine 1919.  Efferia nigritarsis ingår i släktet Efferia och familjen rovflugor.
Artens utbredningsområde är Kuba. Inga underarter finns listade i Catalogue of Life.